# FC Continentals
FC Continentals es un club de fútbol canadiense fundado en 2008. Actualmente, el equipo es miembro de la Canadian Soccer League, una liga no autorizada por la FIFA. El club jugó originalmente con el nombre de FC Vorkuta y pasó a llamarse FC Continentals en 2022. Su sede es el Centennial Park Stadium en Toronto, Ontario.

## Historia
El club fue formado por los inmigrantes rusos Igor Demitchev y Samad Kadirov en Toronto en 2008. El club derivó su nombre de la ciudad natal del principal financista Demitchev, Vorkuta, en Rusia. Inicialmente, el club operaba a nivel amateur en la Liga de Fútbol Downtown Polson Pier. En su temporada de debut, Vorkuta logró un éxito instantáneo después de hacerse con los títulos regular y de postemporada. En un año, el club se transfirió a la Thornhill Soccer Club League y continuó su ascenso cuesta arriba hacia el éxito al ganar el título de los playoffs.
En 2010, el equipo permaneció en el territorio de la región de York al unirse a la Liga de fútbol de Richmond Hill y a la Liga de fútbol de interior Downsview Hangar. En 2016, la organización decidió hacer la transición a las filas profesionales al solicitar la membresía en la Canadian Soccer League. Después de presentar un plan comercial estratégico exitoso, el club recibió los votos necesarios para ser aprobado por la propiedad de la liga. En preparación para la temporada 2017 de la CSL, el equipo contrató los servicios de Serhiy Zayets como entrenador en jefe. Zayets reunió una lista con varios veteranos clave de CSL adquiridos principalmente del FC Ukraine United. Las adquisiciones incluyeron a Sergiy Ivliev, Oleg Shutov, Mykhailo Bulkin, Vitaliy Dnistryan, Danylo Lazar, Vadym Gostiev y a Oleh Kerchu se le asignó el capitán del equipo. Además de los veteranos de CSL, se trajeron varias importaciones de Ucrania y Rusia para fortalecer aún más la lista.
Vorkuta hizo su debut profesional el 27 de mayo de 2017 contra Milton SC con una victoria por 7-0 con goles de Kerchu, Lazar, Shutov, Gostiev y Yaroslav Svorak. En la temporada inaugural del club a nivel profesional, Vorkuta logró producir un resultado significativo. Al hacerse con el título de la temporada regular y establecer el mejor récord ofensivo con el segundo mejor récord defensivo. En la ronda preliminar de la postemporada, derrotaron al Royal Toronto FC por 6-3. Su campaña de 2017 llegó a su fin en la siguiente ronda después de una derrota por 1-0 ante Scarborough SC.
En 2018, el club produjo una temporada notable al asegurar el título de la CSL y encontró más éxito en la Segunda División cuando su equipo de reserva aseguró el doblete (título de división y Campeonato DII). En 2022, el club pasó a llamarse FC Continentals.

## Plantilla
Actualizafo el 29 de junio de 2017

## Temporadas
| Año  | División       | Liga | Temporada regular | Playoffs         |
| ---- | -------------- | ---- | ----------------- | ---------------- |
| 2017 | First Division | CSL  | 1º                | Semifinales      |
| 2018 | First Division | CSL  | 2º                | Campeón          |
| 2019 | First Division | CSL  | 1º                | Cuartos de final |
| 2020 | First Division | CSL  | 2º                | Campeón          |
| 2021 | First Division | CSL  | 1º                | Subcampeón       |
| 2022 | First Division | CSL  | 4º                | Campeón          |